# Monts Mahenge
Les monts Mahenge sont un massif  montagneux de Tanzanie, ils sont situés à 50 km au sud-est des monts Udzungwa et culminent à 1 040 m d'altitude.
La saison chaude est d'octobre à février et la saison des pluies de mars à mai.
C'est au pied d'un de ces monts, dans le village de Mahenge que les troupes du Congo belge sous les ordres du lieutenant-colonel Huyghé remportèrent, en 1917, une victoire décisive sur les Askaris de l'armée allemande de l'Afrique orientale.